# Phaeosphecia opaca
Phaeosphecia opaca är en fjärilsart som beskrevs av Walker 1856. Phaeosphecia opaca ingår i släktet Phaeosphecia och familjen björnspinnare. Inga underarter finns listade i Catalogue of Life.